# Marie Amélie Lopez
Marie Amélie Lopez (14 settembre 1953) è un'ex cestista senegalese.

## Carriera
Con il Senegal ha disputato i Campionati mondiali del 1975.